# IC 2998
IC 2998 је ознака објекта на координатама са ректансцензијом 12h 5m 54,0s и деклинацијом + 20° 45" 0'. Открио га је Гијом Бигурдан, 13. априла 1896. Каснијим посматрањима на том положају није уочен никакав астрономски објекат.